# 林添貴
林添貴（1950年—2011年2月10日），原為中山科學研究院飛機外殼切割工，中年全盲後成為按摩師，改革臺灣的盲人按摩院，曾任台中市視障技能發展協會理事長。

## 生平
林添貴25歲退伍後，考入空軍航空工業發展中心（1983年改為中山科學研究院航空工業發展中心），擔任飛機外殼切割工。1983年開始，視神經產生病變，開始萎縮。1995年，因全盲從航發中心退休。他改行作盲人按摩，從最基礎的按摩技巧學起，在五年內先後取得丙級及乙級技術士執照。
四十六歲時，林添貴和兩個按摩班同學湊了新臺幣八十萬元資金，在台中市漢口路開設按摩院。他改變原先家庭式的盲人按摩的環境和衛生，以明亮舒適的空間吸引消費者上門。為提高按摩師技術，他與臺中市立啟明學校合作，提供盲生學習的環境及傳授最正確的民俗療法技術。他還讓盲人按摩師共同入股，以讓他們晚年退休時可分紅。
在執業中，林添貴漸漸發現，盲胞大多在一般座椅上為人按摩，不僅不容易將按摩技巧發揮，消費者也不舒服，使得客人漸漸流失，因此在妻子的幫助下，以其專業工程技術，用兩年時間研發出重量僅六公斤的可調式按摩專用椅，取得國家專利。這種按摩椅可仰可趴，還方便穿裙子的女客人側臥，比起傳統按摩使用的圓板凳，舒服許多。有採用此按摩椅的有台中啟明中心、盲人福利協進會等。

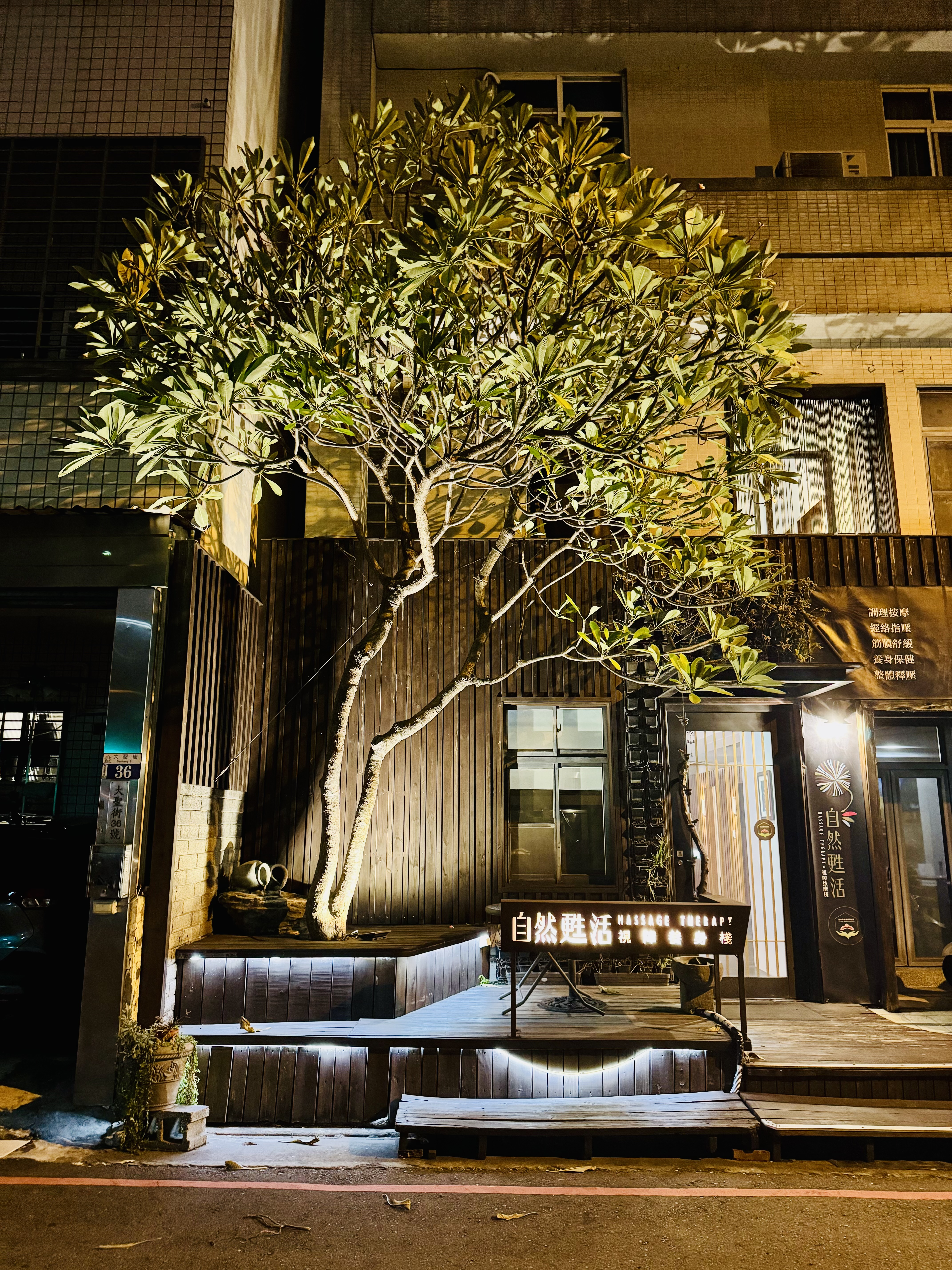
自然甦活視障養身棧（南屯區大聖棧）

1997年1月11日，林添貴、陳料賢等獲中華民國內政部表揚殘障楷模的金鷹獎。林添貴所開設的自然甦活視障養身棧開業六年來，按摩師從三名擴大到十四名，皆考有執照，且又在2001年7月於東興路開設第二家店。2004年4月，自然甦活視障養身棧再增台中市河北路分店，雇十一名男、女視障按摩師。該年9月2日，寶瓶文化發表前《兄弟棒球月刊》總編輯陳芸英撰寫的書《美麗新視界》，收錄十個臺灣盲人奮鬥的故事，其中林添貴以發明家身分納入。
林添貴對於導盲犬持質疑態度，認為盲胞自立性高，有的習慣家人引導，只有求職需要者才需要導盲犬，且培訓導盲犬花費高，擔憂排擠政府社福經費。
2011年2月10日，林添貴因白血病去世。同月21日公祭時，兒子林育忠表示，會繼續為父親的遺願努力。